# Jean-Baptiste Brutel de la Rivière
Pour les articles homonymes, voir La Rivière.
Jean-Baptiste Brutel de la Rivière, né le 17 aout 1669 à Montpellier et mort le 14 août 1742 à Amsterdam, est un homme de lettres, de famille protestante qui, à la révocation de l'édit de Nantes, s'est exilée aux Pays-Bas, où il est devenu pasteur.

## Sa vie
Il naquit à Montpellier le 17 aout 1669, d'une famille de l'aristocratie languedocienne ; son père était Gédéon Brutel de la Rivière, receveur général des Gabelles de la Province du Languedoc, qui eut cinq fils et deux filles,. 
Jean-Baptiste Brutel de la Rivière étudia d'abord à Zurich, puis, après la révocation de l'édit de Nantes, il se réfugia avec sa famille à Rotterdam, Utrecht et Leyde. Il devint le pasteur de l'église wallonne à Veere en 1695, et déménagea à Rotterdam en 1702.

## Son œuvre
En collaboration avec Moses Solanus (en), il traduisit en français : Historical Connection of the Old and New Testaments de Humphrey Prideaux. sous le titre de : Histoire des Juifs et des peuples voisins, depuis la décadence des royaumes d'Israël & de Juda jusqu'à la mort de Jésus-Christ (1722). 
Il compléta et corrigea, à la suite de Henri Basnage de Beauval le Dictionnaire universel de Antoine Furetière, en 1727. 
À titre posthume ses Sermons sur divers textes de l’Écriture Sainte furent publiés en 1746.